# Alex Acker
Alex Maurice Acker (Compton, Kalifornija, 21. siječnja 1983.) američki je profesionalni košarkaš. Igra na poziciji bek šutera, a trenutačno je član grčkog kluba Apollon Patras. Izabran je u 2. krugu (60. ukupno) NBA drafta 2005. godine od strane Detroit Pistonsa. 

## Karijera
Acker je pohađao sveučilište Pepperdine. Izabran je u 2. krugu (60. ukupno) NBA drafta 2005. godine od strane Detroit Pistonsa. Za Pistonse je igrao do veljače 2006. kada odlazi u NBA Development League momčad Fayetteville Patriots. Ondje je ostao do kraja tekuće sezone. Odlazi u Europu i potpisuje za grčkog velikana Olympiakos. Ondje je odigrao sjajnu sezonu i u prosjeku postizao 14.6 poena, 5.6 skokova i 2.4 asistencije po utakmici. Na kraju godine napustio je Pirej i potpisao prvi ugovor s još jednim velikanom, španjolskom Barcelonom. Međutim, ugovor je Barcelona proglasila nevažećim jer Acker nije prošao medicinske testove. Problem je stvorila ozljeda koju je zadobio krajem prošle sezone u Olympiakosu, a koja nije promakla Barceloninom liječničkom timu. Činilo se tada da od od zajedničkog posla između Barce i Ackera nema ništa, no kompromis je ipak pronađen. Praktički je "samo" u prijašnji ugovor ubačen aneks po kojem klub ima mogućnost razvrgnuti ga do prosinca. Tako je Acker po drugi puta u tjedan dana postao članom Barcelone. U sezoni 2007./08. prosječno je postizao 6.7 poena, 1.7 skokova i jednu asistenciju u 30 utakmica. 
Nakon uspješne sezone u Olympiakosu gdje je i stvorio ime te za Barcelonu gdje se nije najbolje snašao u žestokoj konkurenciji, Acker se vraća u NBA ligu. Potpisuje za bivšu momčad Detroit Pistonse, ali u veljači 2009. godine mijenjan je u Los Angeles Clipperse. U Clippersima se nije uspio nametnuti i tijekom sezone odigrao svega 18 utakmica i u njima je prosječno ubacivao 3.5 poena. Nakon loše epizode u Clippersima, preselio se u redove Armani Jeansa iz Milana.

## NBA statistika

### Regularni dio
| Godina    | Klub          | Odig. uta. | Uta. poč. | Min. | 2P%  | 3P%  | Sl. bac.% | Skok. | Asist. | Ukr. lop. | Blok. | Poena |
| --------- | ------------- | ---------- | --------- | ---- | ---- | ---- | --------- | ----- | ------ | --------- | ----- | ----- |
| 2005./06. | Detroit       | 5          | 0         | 7.0  | .250 | .200 | .000      | 1.0   | .8     | .2        | .0    | 1.8   |
| 2008./09. | Detroit       | 7          | 0         | 2.9  | .364 | .000 | .500      | .3    | .1     | .3        | .1    | 1.3   |
| 2008./09. | L.A. Clippers | 18         | 0         | 9.9  | .400 | .438 | .500      | 1.2   | .6     | .2        | .2    | 3.5   |
| Ukupno    |               | 30         | 0         | 7.8  | .370 | .320 | .500      | 1.0   | .5     | .2        | .1    | 2.7   |

## Vanjske poveznice
- Profil na NBA.com
- Profil  Arhivirana inačica izvorne stranice od 1. ožujka 2018. (Wayback Machine) na Basketball-Reference.com